# 買春ツアー
買春ツアー（ばいしゅんツアー、sex tourism）とは、買春を目的で旅行することである。典型的には、先進国の男性が、物価の安い途上国で買春することである。実態は買春であるが、売春ツアーと表記されることもある。

## 日本人の買春ツアー
1970年代、円高と経済発展により、日本の旅行産業は急激に成長。そうした海外旅行者の中には買春が目的の者が多く存在し、やがてそこへ着目したヤクザが便乗し、巨大ビジネス化させた。

### 韓国での買春ツアー
初期の買春ツアーは1960年代を中心に行われていたが、1972年の日中国交正常化により、一時期これは衰退する。代わって1965年に日本と国交を正常化したばかりの韓国が主要な舞台となった。70年代後半には毎年65万人以上の日本人観光客が韓国を訪れたが、韓国観光省の調べでは、男性観光者の8割が、最も印象的なものとして、「キーセン・パーティー」（キーセン＝売春婦）を挙げていた。

### 東南アジアでの買春ツアー
1970年代後半には東南アジア、特にタイとフィリピンがその舞台となった。ヤクザはツアーに同行し、地元のポン引きとコンタクトを取り、日本人旅行者を案内する役割を担った。買春の被害となったのは、まだ幼い少女も多かった（参考:タイ王国の売春）。

### 諸国の抗議行動
こうした日本の買春ツアーに対する抗議行動は次第に盛んとなり、1980年にはフィリピンで女性グループとキリスト教グループが日本大使館への抗議活動を行った。続いて、1981年に日本の鈴木善幸総理が東南アジアを歴訪した際には、行く先々でデモが行われ、鈴木は、ジャカルタで東南アジアへの日本人の旅行は非常に悪質であると認めた。

## 韓国人の買春ツアー

### アジア・太平洋での買春ツアー
近年増加してるのが、経済発展をした韓国の男性のアジアでの買春ツアーである。「児童買春」を目的に東南アジアなどを訪れる韓国人男性の姿が数多くの報道がなされ、問題が指摘されている。太平洋のキリバスで買春する韓国男性の姿から現地では「コレコレア」という造語までできている。

### モンゴルでの買春ツアー
モンゴルでは、韓国男性の70％以上が買春ツアーを目的に訪れているとされ、韓国人が現地で経営する買春目的のカラオケバーが少なくとも50件以上あり、深刻な問題となっている。モンゴル政府は韓国人による買春ツアーの取締りのために買春取締法を強化しているが、韓国人経営の買春カラオケバーの活動を弱めることができていない。また、このような取締りを逃れるために、乗馬クラブやマッサージ店での買春が増加しており、空港を降りた韓国男性はそのまま買春乗馬クラブに直行する姿などが伝えられている。このような韓国人の無法行為によってモンゴル人の間に嫌韓感情が強まっている。

### 中国での買春ツアー
韓国でゴルフのオフシーズンとなる晩秋から春にかけて、海南島は韓国人の「買春天国」となっており、ゴルフプレー後に買春カラオケバーからホテルに連れ出すことが一般的となっている。女性を買わない韓国人は逆に異常と思われるほどとなっている。

### フィリピンのゴーゴーバー
マルコス政権崩壊前まで日本人やアメリカ人が遊んでいたマニラ市やアンヘレス市は、今では韓国人が主な客となっている。1990年代になると、マニラ市による風俗産業の一掃や、米軍の撤退により、日本人や米軍兵士がいなくなり、代わってマニラ近郊のパサイ市にゴーゴーバーができた。また米軍兵士らを相手に商売をしていたアンヘレスでは、外国人観光客をターゲットに商売を続けている。現在では韓国人のゴーゴーバー経営者も増えている。

## その他の分類

### 児童買春ツアー
子供の買春を目的とする場合は、特に児童買春ツアーという。商品化された児童性的虐待や児童労働と結びついており、世界で約200万人の子供が被害に遭っている。

### 売春ツアー
娼婦や男娼が売春を目的として、より規制が緩く、より高い収入を得られる地域へ行くことがある。これは特に所得格差のある国境付近でみられる。中国では売春に関して極めて厳しく処罰される。しかし、マカオ入域許可を取得、入域すれば、売春によって比較的自由に、高収入を得られる。シンガポールのゲイラン地区にも、中国系、マレーシア系、インドネシア系、インド系など、さまざまな国籍の売春婦がいる。タイのパタヤ、フィリピンのアンヘレスなど、買春ツアーでやってくる諸外国人のために、女性が集まってくる地域もある。